# Drosophila alfari
Drosophila alfari este o specie de muște din genul Drosophila, familia Drosophilidae, descrisă de Sturtevant în anul 1921.
Este endemică în Costa Rica. Conform Catalogue of Life specia Drosophila alfari nu are subspecii cunoscute.